# ウラウン山
ウラウン山（Ulawun）は、パプアニューギニア領ニューブリテン島にある玄武岩と安山岩できた成層火山。パプアニューギニアにある火山では最も高く、最も活発な火山の一つである。18世紀に噴火が確認されて以来、これまでに22回以上噴火している。国際火山学地球内部化学会の防災十年火山に指定されていた。また日本にある富士山と形・姿がそっくりなため、ラバウル富士と呼ばれることがある。

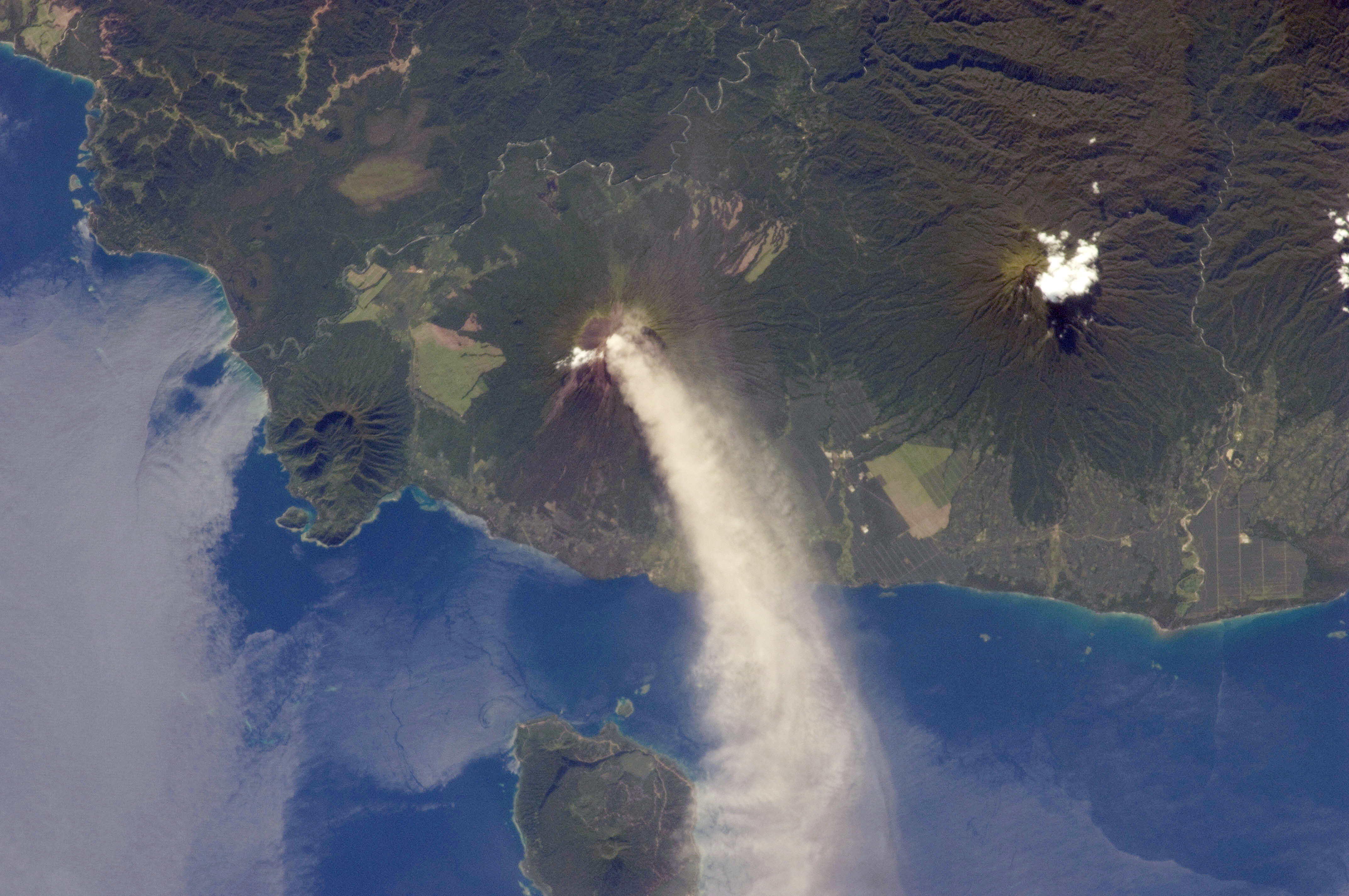
噴煙を上げるウラウン山
上が南東、2012年11月